# رب المنزل
رب المنزل (بالإنجليزية: househusband)‏ أو الوالد المقيم بالمنزل (بالإنجليزية: stay-at-home dad)‏ هو الوالد الذي يقوم بالدور الرئيسي في تقديم الرعاية للأطفال، بجانب قيامه بالأعمال والواجبات المنزلية. والتطور الحديث للأُسر، فقد أصبح دور رب المنزل (الوالد المقيم بالمنزل) أكثر شيوعا، وأكثر قبولا اجتماعيا.
في مرحلة ما قبل الثورة الصناعية، عملت الأسرة معا بوصفها وحدة واحدة مكتفية ذاتيا. وعندما ظهر الزواج القائم على المودة في عقد 1830، بدأ الآباء يكرسون المزيد من الاهتمام بالأطفال، وأصبحت العلاقات الأسرية أكثر انفتاحا. ومنذ بداية الثورة الصناعية، حل الإنتاج الكبير محل الصناعات المنزلية. وهذا التحول بدوره، مقترنا بالمعايير السائدة التي تحكم الجنس أو أدوار الجنسين، أدى إلى أن يصبح الأب هو المُعيل (المُنفق) والأم هي مقدم الرعاية. وابتداءً من الحرب العالمية الثانية دخلت العديد من النساء قوة العمل بسبب الضرورة (نقص عدد الرجال نظراً لمشاركتهم في الحروب). واستأنفت النساء دور مقدم الرعاية بعد الحرب، ولكن شعورهن الجديد بالاستقلال قد غير الهيكل العائلي التقليدي مع التحولات الثقافية التي أدت إلى الحركة النسائية والتقدم في تحديد النسل. وقد اختارت بعض النساء العودة إلى دور مقدم الرعاية. واختار البعض الآخر متابعة العمل خارج المنزل. وعندما اختارت النساء العمل خارج المنزل، أصبحت الرعاية البديلة للطفل أمرا ضروريا، إلا أن خيارات هذه الرعاية كانت مكلفة جدا أو غير متاحة أو غير مرغوبة، مما أدى إلي تُصبح إقامة الأب بالمنزل لرعاية الأطفال خيارا قابلا للتطبيق.
بدأ عدد الآباء المقيمين بالمنزل (أرباب المنازل) يزداد تدريجيا في أواخر القرن العشرين، وخاصة في الدول الغربية المتقدمة. وأظهرت الإحصائية الأخيرة تقريرا في يونيو / حزيران 2014 وجد أن هناك مليونا رجل من الرجال المقيمين بالمنزل في الولايات المتحدة. ومع ذلك، ففي عام 2010 وصل عدد الآباء المقيمين بالمنزل إلى أعلى نقطة له وهي 2.2 مليون.
على الرغم من أن دور التربية يخضع للعديد من الصور النمطية، وقد يواجه الرجال صعوبات في الحصول على مزايا الوالدية والمجتمعات والخدمات التي تستهدف الأمهات، فقد أصبح الأمر أكثر قبولا من الناحية الاجتماعية بحلول العقد الأول من القرن الحادي والعشرين. وقد تم تصوير الوالد المقيم بالمنزل (رب المنزل) بشكل أكثر انتظاما في وسائل الإعلام بحلول العقد الأول من القرن العشرين، وخاصة في الولايات المتحدة. ومع ذلك، وبسبب الهياكل الأسرية التقليدية والتوقعات النمطية، فإن رب المنزل هو أمر غير مقبول ثقافيا في بلدان في جنوب آسيا مثل الهند.